# 1941 Counter Attack
『1941 Counter Attack』（いちきゅうよんいち - カウンターアタック）は、カプコンが1990年2月に発売したアーケード用縦スクロールシューティングゲーム。『1942』、『1943 ミッドウェイ海戦』、『1943改』に続く「194Xシリーズ」の4作目で、システム基盤はCPシステムを使用。
「第4回ゲーメスト大賞」（1990年度）において、年間ヒットゲーム20位を獲得した本作は、後に家庭用ゲーム機に移植された（#評価、#移植版）。

## システム
前作まではアメリカ軍と旧日本軍の戦いであったが、今作は連合国とドイツ第三帝国の戦いがテーマになっている。そしてデザインもSFチックなデザインになっている。
操作
- 8方向レバー（移動）と2つのボタン（攻撃、メガクラッシュ）で自機を操作する。
  - 攻撃ボタンを押し続けて離すとチャージショット（溜め撃ち）攻撃。ゲージは内部的に4分割されており溜まったゲージ量に応じてそのレベルのチャージショットが出る。
  - 前作まであった緊急回避としての宙返りはない（メガクラッシュ使用時に一応宙返りする）。
  - 壁に接触するとその場で右か左に1回転する。回転中にショットボタンを押すと後ろや側面に向かって攻撃できるが狙って撃つのは難しい。しかし2面からこの回転撃ちを意図的に使わせる敵配置がある。壁に接触してもダメージにはならない。

ゲームルール
- メインショットはノーマルショットに加え、MACHINE GUN,MISSILE,SUPER SHELLのサブウェポンが使用できる。サブウェポンを取得すると60秒の使用時間制限の上で利用できる。同じ武器を取得するとさらに60秒が追加されるが、上限値は99秒である。なお、上限値の99秒の時に同じ武器を取得すると2万点のボーナスが取得できる。また、使用時間制限のタイマーには１秒以下のカウントも動いているが上限値になってもこの１秒以下の部分はMAXにはならずそのままである。つまり60秒01で同じ武器を取ると99秒01からタイマーが始まるため2万点ボーナスの取得に際しては0.01秒しかないことになる。しかし60秒99で同じ武器を取ると99秒99からタイマーが始まるため同じ武器を取るに際し0.99秒の余裕が生まれることになる。
  - MACHINE GUN - ボタンを離した後も数発自動連射する黄色のショットを撃つ。弾数が多く使いやすい。
  - MISSILE - ノーマルショットに加え、壁をなめるように進むミサイルを横に撃つ。壁に当たらなければ少し横に飛んだ後に前に飛んでいく。チャージショットは弾数がやや少ないが、此方も壁をなめるように進む。正確に壁際をトレースするため、狭い場所で有利。ミサイルが一番ショット幅が広くなるので拘りがなければ全面ミサイルでいい。
  - SUPER SHELL - 貫通するレーザーを撃つ。チャージショットは前方のみに集中する。前方への攻撃力は高いが、弾数が少ないため乱戦では不利。
- またノーマルショットの強化策としてサイドファイターとアフターイメージが使用できる。
  - サイドファイター - プレイヤー機の横に固定される。斜め方向に攻撃を行う。見た目はMACHINE GUNの黄色ショットだが使い勝手はノーマルショットに近い。当たり判定があり、5ダメージを受けると失われてしまう。中型機にぶつけると一撃で中型機を破壊でき、かつ、通常のショットで破壊するよりも高得点が取得できる。
  - アフターイメージ - プレイヤー機の影のように付いてくる。装備に関わらずノーマルショットを撃つ。イメージには当たり判定が無いため失われない。アフターイメージを利用中に再度アフターイメージを取得すると2万点のボーナスが取得できる。
- バイタリティ制を採用。敵の攻撃およびメガクラッシュ使用により1ゲージ減少する。ゲージが無い状態で敵の攻撃に当たってしまうとゲームオーバー。
  - ステージが進むとバイタリティの上限が増える。
  - バイタリティはステージクリア、アイテムによって回復する。なお、バイタリティが上限の時に回復アイテムを取得するとボーナスが取得できる。(Pow：バイタリティ1回復　5万点　弥七：バイタリティ全回復　10万点)
  - 前作とは違い時間経過では減少しない。

階級システム
プレイヤーには「階級」が設定されており、ステージごとに撃墜率と破壊率に応じて昇進が行われる。
昇格の度合いは撃墜率と破壊率の平均により判定されており、平均が100%だと3階級特進(特別昇進)、95%だと2階級昇進となる。
一階級に上がるごとに0.25倍ずつ加算されて得点され、最高階級である特別少将になると3倍となる。
そのため、より高いスコアをあげるためには早い段階での階級昇進が必要となる。なお、一度あがった階級が降格することはない。
階級昇進に応じてバイタリティゲージが増えるので(ライフ初期ゲージ3で１面で撃墜率100%の特別昇進を取るとゲージが2つ増える)意識して敵を出来るだけ破壊することによりゲージが早く増える。

## ステージ構成
ステージ1
1941年、北大西洋上空、高度20,000フィートが舞台。眼下では海戦が行われているようで、艦船が炎上する描写がある。
ステージ2
運河が舞台。Uボートのような潜水艦が多数登場するほか、砲台を備えた水門、艦船の補給設備などがある。
ステージ3
渓谷とその先にある機械化された基地が舞台。多数の移動式砲台や戦車、そしてミサイルが待ち構えている。
ステージ4
戦車が多数配備された夜の市街地が舞台。対空砲や、高射砲塔も配備されている。
ステージ5
上空が舞台。敵は航空機が大半。
ステージ6
前半は市街地、後半は火炎放射砲台や移動砲台、列車砲などが配備された要塞が舞台となる。航空機や戦車の数が半端ではない。中ボスのようなレールを走る大型防衛砲台が配備されている。

## プレイヤー機
1P側はP-38 ライトニング、2P側はモスキートとなっており、プレイヤーサイドによって固定。
ライトニングは前方向２列の弾。モスキートは３列の弾となっているためモスキートの方が攻撃力が高いと表現されているが、画面上では弾切れして３列常時出ない仕組みになっておりゲーム中の攻撃力に差はない。
また速度に関してはモスキートが遅いと表現されているが、ゲーム中の速度には差はない。
メガクラッシュについてはライトニングが縦回り、モスキートが横回りである。

## ボスキャラクター
レヴィアタン
ステージ1のボス。大型の双発爆撃機。多くの機銃で武装している。
ビスマルク
ステージ2のボス。運河の奥深くに停泊している戦艦。戦闘開始と同時に出港し、運河内を航行しながら戦う。戦艦「ビスマルク」がモデルのようで、兵装の位置が類似している。
V3ロケット
ステージ3のボス。大型の二段式ミサイル。戦闘が開始と同時に打ち上げられ、それを追撃する形の戦闘となる。燃料噴射口から噴出す炎で攻撃してくる。モデルはV2ミサイルのようである。
クローテ
ステージ4のボス。大型の移動式砲台。ヘリコプターを多数収容しているようで、戦闘中に発進させてくる。
レヴィアタン
ステージ5のボス。ステージ1に登場した機体を4発機に改良したもの。機銃の数が増えている。
ゴータ
ステージ6のボス。要塞の奥深くに停泊中の飛行船から発進した機体。ボス戦が開始されると飛行船は発進し、全方位に渡る機銃による攻撃を仕掛けてくる。飛行船撃破後、続けて戦う戦闘機（外見は全翼機）がゴータである。変則的な動きや噴射口からの炎、そして丸い誘導弾などで攻撃してくる。

## 移植版
| No. | タイトル                            | 発売日            | 対応機種                         | 開発元   | 発売元   | メディア          | 型式                  | 売上本数 | 備考                                                          |
| --- | ----------------------------------- | ----------------- | -------------------------------- | -------- | -------- | ----------------- | --------------------- | -------- | ------------------------------------------------------------- |
| 1   | 1941 Counter Attack                 | 1991年8月23日     | PCエンジンスーパーグラフィックス | ハドソン | ハドソン | 8メガビットHuCARD | HC91048               | -        | スーパーグラフィックス専用 通常のPCエンジンでのプレイは不可。 |
| 2   | Capcom Classics Collection Remixed  | 2005年3月21日     | PlayStation Portable             | カプコン | カプコン | UMD               | ULUS-10097 ULES-00347 | -        | 日本未発売。                                                  |
| 3   | Capcom Classics Collection Volume 2 | 2006年11月24日    | PlayStation 2 Xbox               | カプコン | カプコン | DVD-ROM           | SLUS-21473 SLES-54561 | -        | 日本未発売。                                                  |
| 4   | カプコンアーケードスタジアム        | INT 2021年2月18日 | Nintendo Switch                  |          | カプコン | ダウンロード      | -                     | -        | アーケード版の移植                                            |
| 5   | カプコンアーケードスタジアム        | INT 2021年5月25日 | PlayStation 4 Xbox One PC(Steam) |          | カプコン | ダウンロード      | -                     | -        | アーケード版の移植                                            |

## スタッフ
アーケード版
- プランナー：POO（船水紀孝）、REKITE
- キャラクター・デザイナー（オブジェクト）：S・THING（坂下眞司）、YOKOTA YOKOZO、TERUKUN、KURIBOW（栗原明美）
- キャラクター・デザイナー（スクロール）：SADAKICHI（松本貞姫）、MARILYN HIGUCHI、YUKI（京谷有紀）、KINTAROU、HARUSAN
- キャラクター・サポート：AKIMAN（あきまん）
- キャラクター・コーディネーター：REKITE
- キャラクター・エフェクト：YOKOTA YOKOZO
- サウンド・コンポーザー：HIFUMI（高岡宏光）
- プログラマー：MAKKOW、BABEL-2、DOME（新留義博）
- ゲーム・アナライザー：NIN（西谷亮）、DODA NDA UDA（宇田敏彦）
- ディレクター：KIHAJI OKAMOTO（岡本吉起）

## 評価
アーケード版
ゲーム誌『ゲーメスト』（新声社）誌上で行われていた「第4回ゲーメスト大賞」（1990年度）において、ベストシューティング賞5位、年間ヒットゲーム20位を獲得した。
1991年に刊行されたゲーメストムック『ザ・ベストゲーム』内の「ビデオゲームフルリスト」の紹介文では、「基本的な操作方法は42と変わらないが、ライフゲージ制や気合弾、さらに回転攻撃など複雑になった部分もある。難度は高い」と評されている。
PCエンジン版
ゲーム誌『ファミコン通信』のクロスレビューでは合計28点（満40点）、『月刊PCエンジン』では85・85・70・85・85の平均82点（満100点）、『マル勝PCエンジン』では7・8・8・7の合計30点（満40点）、『PC Engine FAN』の読者投票による「ゲーム通信簿」での評価は以下の通り19.44点（満30点）となっている。また、この得点はPCエンジン全ソフトの中で368位（485本中、1993年時点）となっている。
| 項目 | キャラクタ | 音楽 | 操作性 | 熱中度 | お買得度 | オリジナリティ | 総合  |
| 得点 | 3.03       | 3.19 | 3.63   | 3.53   | 2.97     | 3.09           | 19.44 |